# Flomoxef
Flomoxef este un antibiotic din clasa cefalsporinelor, de tip oxacefemă, fiind utilizat în tratamentul unor infecții bacteriene.
Clasificarea sa este incertă, fiind considerată de generația a doua sau a patra.
Molecula a fost patentată în anul 1982 și a fost aprobată pentru uz medical în anul 1988.